# 尹鐸
尹鐸（?—?），《战国策》作尹泽，战国初期晋国赵氏的家臣。
赵简子赵鞅派尹铎接替董安于治理晋阳（今山西省太原市），临行之前，尹铎问赵鞅是打算在晉陽抽丝剥茧般搜刮财富，还是要将它作为保障之地。赵简子说作为保障。尹铎于是少算居民户数，减轻赋税。趙簡子又命令尹鐸把當年自己退守晉陽時，為防守中行寅與范吉射圍攻所營建的壁壘拆毀，後來巡視晉陽時卻發現尹鐸竟增高了壁壘，認為他在刻意彰顯自己的仇人，揚言要在入城前殺掉他，得大夫郵無正勸諫尹鐸此舉可以使趙簡子引以為戒以免重蹈覆轍，其目的是為了趙氏安全著想，又引述尹鐸的說話為他說情：「當想到安樂時會感到高興，想到危難時就會感到恐懼，這是人之常情。一堆泥土（壁壘）就可以作為師保一樣督導君主，我為甚麼不把它增高呢？」於是趙簡子以尹鐸為趙氏「免難」為由賞賜他。
赵简子告誡世子赵无恤（赵襄子）说：「一旦晋国發生內亂，不要嫌尹铎年少位低，也不要怕晋阳路远，一定要退守晋阳。」后来赵襄子因拒絶割地給智瑶而得罪了他，智瑶聯合韓、魏兩家伐趙。赵襄子以尹铎待民宽厚，民众定能同赵氏和衷共济，家臣張孟談亦作出同樣建議，于是決定不選擇城牆堅厚而且就近的長子以及倉庫充實的邯鄲，而投奔晋阳。智瑶引汾水淹晉陽，使晉陽成為澤國，晉陽民眾依然忠於趙氏，沒有背叛之意。